# 11763 Деландр
11763 Деландр (11763 Deslandres) — астероїд головного поясу, відкритий 24 вересня 1960 року.
Тіссеранів параметр щодо Юпітера — 3,294.
Названий на честь французького астронома Анрі Деландра.